# Sidi Okba

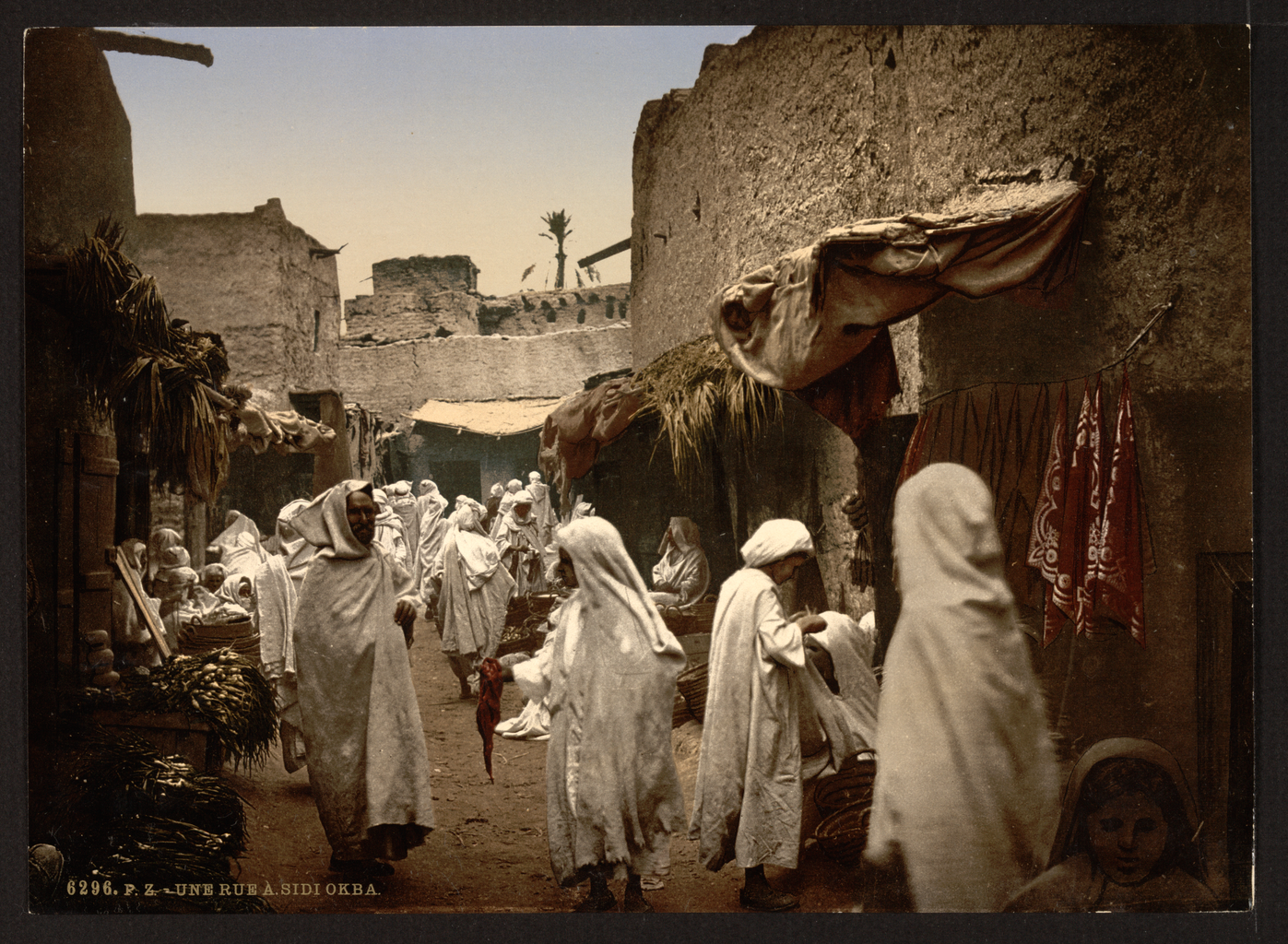
O stradă din Sidi Okba, aproximativ 1899

Sidi Okba este un oraș din Algeria.